# Alain Nkong
Alain Nkong, de son vrai nom Alain Mosely N’kong, né à Yaoundé, est un footballeur international camerounais qui évolue au poste d'attaquant. 

## Biographie
Depuis 2001, il joue pour la sélection des Lions Indomptables, comptant 21 sélections pour 9 buts. Le seul palmarès du joueur est le championnat d’ouverture du Mexique de football 2007 avec le club CF Atlante. Il est le premier joueur africain à avoir remporté le championnat du Mexique de football. Il porte le numéro 6 dans l’équipe de CF Atlante.  Il est sélectionné pour la CAN 2008, au Ghana. Il a marqué le seul but de la demi-finale de la CAN 2008, contre le Ghana, le pays organisateur.
En novembre 2008, il s'engage avec l'US Boulogne jusqu'à la fin de la saison.
Non conservé après la montée en Ligue 1, il retourne au Mexique à l'Indios Ciudad Juarez.